# لا پرویل
لا پرویل (به فرانسوی: La Pérouille) یک کمون در فرانسه است که در اندر واقع شده‌است. لا پرویل ۲۱٫۵۴ کیلومتر مربع مساحت و ۴۱۹ نفر جمعیت دارد و ۱۵۰ متر بالاتر از سطح دریا واقع شده‌است.